# Пітер Форстер
Пітер Форстер (народився 27 червня 1967 року) — генетик, який досліджує доісторичне походження та походження людства. Окрім археології, він має публікації про реконструкцію та поширення доісторичних мов і в галузі судової генетики.

## Життєпис
Форстер вивчав хімію в університеті Крістіана Альбрехта в Кілі та в університеті Гамбурга. В Інституті вірусології та імунології імені Генріха Петте в Гамбурзі він спеціалізувався на генетиці та отримав ступінь доктора в галузі біології в 1997 році на тему розповсюдження та диференціації сучасних homo sapiens, проаналізованих за допомогою мітохондріальної ДНК. Після досліджень в Інституті судової медицини Вестфальського університету Вільгельма в Мюнстері він був призначений науковим співробітником Інституту археологічних досліджень Макдональда в Кембриджі. З 1999 року Форстер є співробітником коледжу Мюррея Едвардса Кембриджського університету, редактором Міжнародного журналу юридичної медицини та директором Roots for Real. З 2009 року Форстер очолює дослідження в Інституті судової генетики в Мюнстері. Він є членом Німецької академії природничих наук Leopoldina з 2012 року. У січні 2016 року Королівське біологічне товариство призначило його членом.

## Результати досліджень
За словами Аллана Вілсона, сучасна людина з'явилася 200 000 років тому в Африці. Пітер Форстер також виявив, використовуючи сучасну та викопну ДНК, що була лише одна успішна еміграція з Африки, яку Форстер датує 60 000 років тому. Він підрахував чисельність цієї емігрантської групи менше 200 осіб. Їхні нащадки мігрували в середньому на відстань від 200 до 1000 метрів на рік і досягли Європи та Австралії більше 40 000 років тому та Америки приблизно 20 000 років тому. Через дуже невелику кількість засновників і наступну ізоляцію на континентах виникли сьогоднішні відмінності в характеристиках, які раніше були узагальнені в «людських расах».
Виходячи з географічних моделей ДНК, Форстер виявив, що сучасні мовні ареали на всіх континентах виникли в основному через доісторичне поширення культурно чи військово домінуючих чоловіків, чиї нові мови, очевидно, віддавали перевагу місцевим жінкам і передавали їх своїм дітям. Отже, існує статистичний зв'язок між мовою та Y-хромосомами сучасних чоловіків, але немає такого зв'язку з мтДНК сучасних жінок.
Форстер також перевірив свій статистичний еволюційний підхід до мов, підрахувавши, що кельтські мови поширилися в Британії в бронзовому віці з 3000 р. до н.е., а германські мови в залізному віці після 600 р. до н.е. . Щоб досягти цих результатів, Форстер створив ДНК та мовні бази даних із виправленням помилок, а також разом зі своїми колегами провів аналіз філогенетичної мережі мітохондріальної ДНК, ДНК Y-хромосоми та лінгвістичних даних, а також концепцію мтДНК та Y-хромосомного «годинника». Як подальше практичне застосування він розробив тести на походження ДНК, тести на географічне походження та звіти про спорідненість для генеалогії, сімейних досліджень і судової медицини.

## Дослідження коронавірусу
На початку квітня 2020 року Пітер Форстер і його співавтори Люсі Форстер (Національна служба охорони здоров'я), Майкл Форстер (Кільський університет) і Колін Ренфрю (Кембриджський університет) опублікували аналіз геному раннього поширення SARS-CoV. -2 вірус у людини. Вони ідентифікували три типи вірусу A, B і C, причому тип A виявився вихідним типом згідно з порівнянням з коронавірусом кажанів, який почав успішно поширюватися серед людей у Китаї з середини вересня до початку грудня 2019 року. Вони звернули особливу увагу на тип B, який, очевидно, мутував із прискореною швидкістю за межами Азії і чий підтип B-614 швидко зарекомендував себе в усьому світі як домінуючий тип вірусу до квітня 2020 року.

## Праці
- Forster P: «Necessary Brain?». Nature 375:444, 1995.
- The Y Chromosome Consortium: «A nomenclature system for the tree of human Y-chromosomal binary haplogroups.» Genome Res 12:339-348, 2002.
- Forster L, Forster P, Lutz-Bonengel S, Willkomm H, Brinkmann B: «Natural radioactivity and human mitochondrial DNA mutations.» Proc Natl Acad Sci USA, 2002.
- Forster P: «Ice Ages and the mitochondrial DNA chronology of human dispersals: a review.» Phil Trans R Soc Lond B 359:255-264, 2004.
- Forster P, Renfrew C: «Phylogenetic Methods and the Prehistory of Languages.» McDonald Institute Press, University of Cambridge, 2006. ISBN 978-1-902937-33-5
- Matsumura S, Forster P: «Generation time and effective population size in Polar Eskimos.» Proc R Soc B 275:1501-1508, 2008.
- Forster P, Renfrew C: «Mother Tongue and Y Chromosomes.» Science 333:1390-1391, 2011.
- Forster P, Hohoff C, Dunkelmann B, Schürenkamp M, Pfeiffer H, Neuhuber F, Brinkmann B: «Elevated germline mutation rate in teenage fathers.» Proc R Soc B 282:20142898, 2015.

## Інтернет-ресурси
- Peter Forster's website.
- «Phylogenetic Methods and the Prehistory of Languages» McDonald Institute Press, University of Cambridge.
- «Das Werden der Völker in Europa» by Elisabeth Hamel, Rottenbücher Verlag, 2007.